# جاش امری
جاش امری (انگلیسی: Josh Emery؛ زادهٔ ۳۰ سپتامبر ۱۹۹۰) بازیکن فوتبال اهل بریتانیا است.
از باشگاه‌هایی که در آن بازی کرده‌است می‌توان به باشگاه فوتبال سایرون‌سستر تاون، باشگاه فوتبال هرفورد، باشگاه فوتبال آکسفورد سیتی، باشگاه فوتبال چلتنهام تاون، و باشگاه فوتبال ووستر سیتی اشاره کرد.